# Bentheogennema borealis
Bentheogennema borealis är en kräftdjursart som först beskrevs av M. J. Rathbun 1902.  Bentheogennema borealis ingår i släktet Bentheogennema och familjen Benthesicymidae. Inga underarter finns listade i Catalogue of Life.